# Ponte Girevole (Tarent)

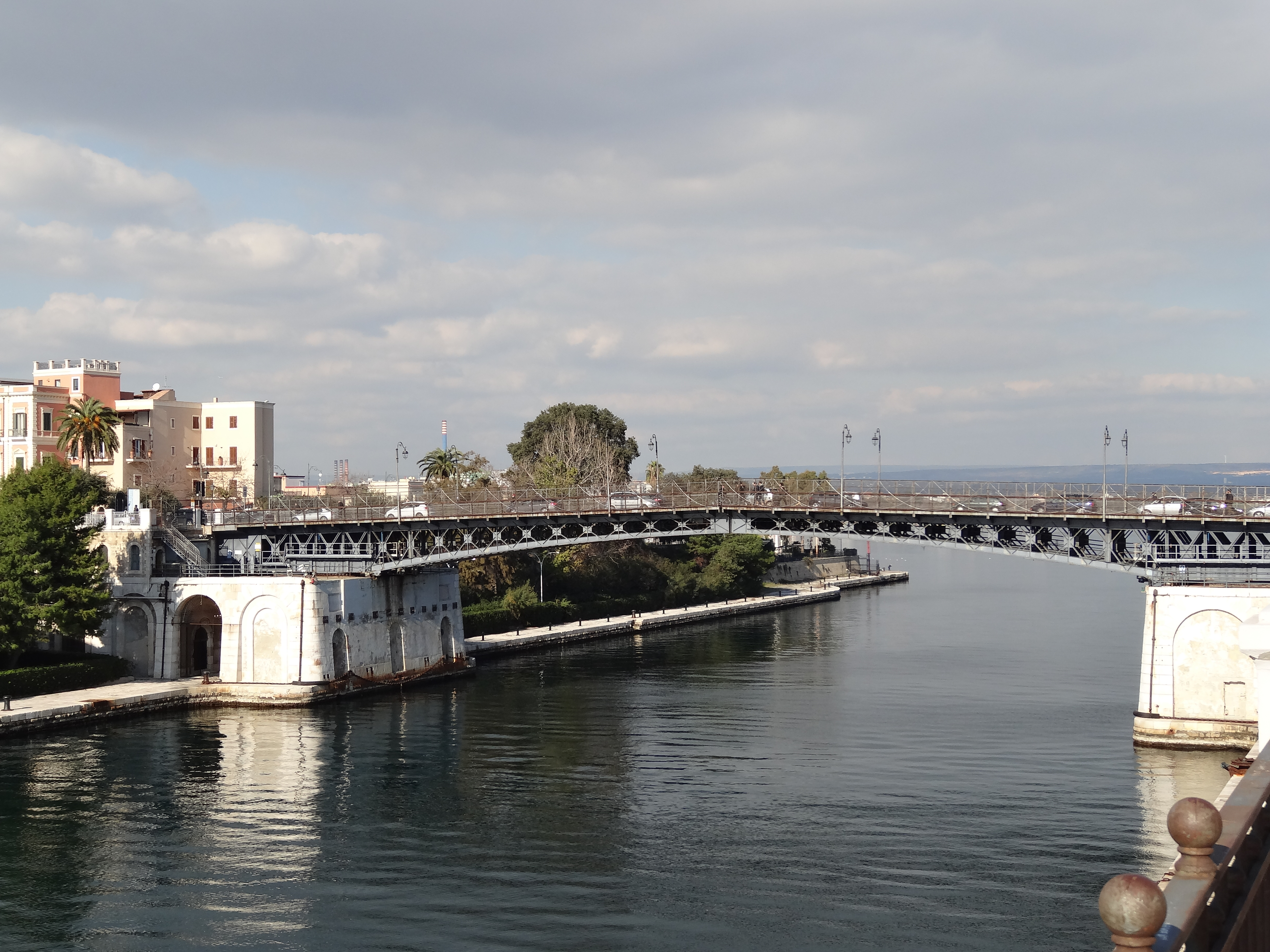
Ponte Girevole in Tarent

Die Ponte Girevole (ital., dt. drehbare Brücke, genannt auch Drehbrücke von Tarent) verbindet die Altstadt mit der Neustadt von Tarent (ital.: Taranto) und wurde am 22. Mai 1887 von Admiral Ferdinando Acton eingeweiht. Die Brücke wurde über einem 400 Meter langen und 73 Meter breiten schiffbaren Kanal erbaut, der das Mar Grande mit dem Mar Piccolo verbindet. Der Kanal wurde 1481 als Teil der Verteidigungsanlagen von Tarent gegraben.

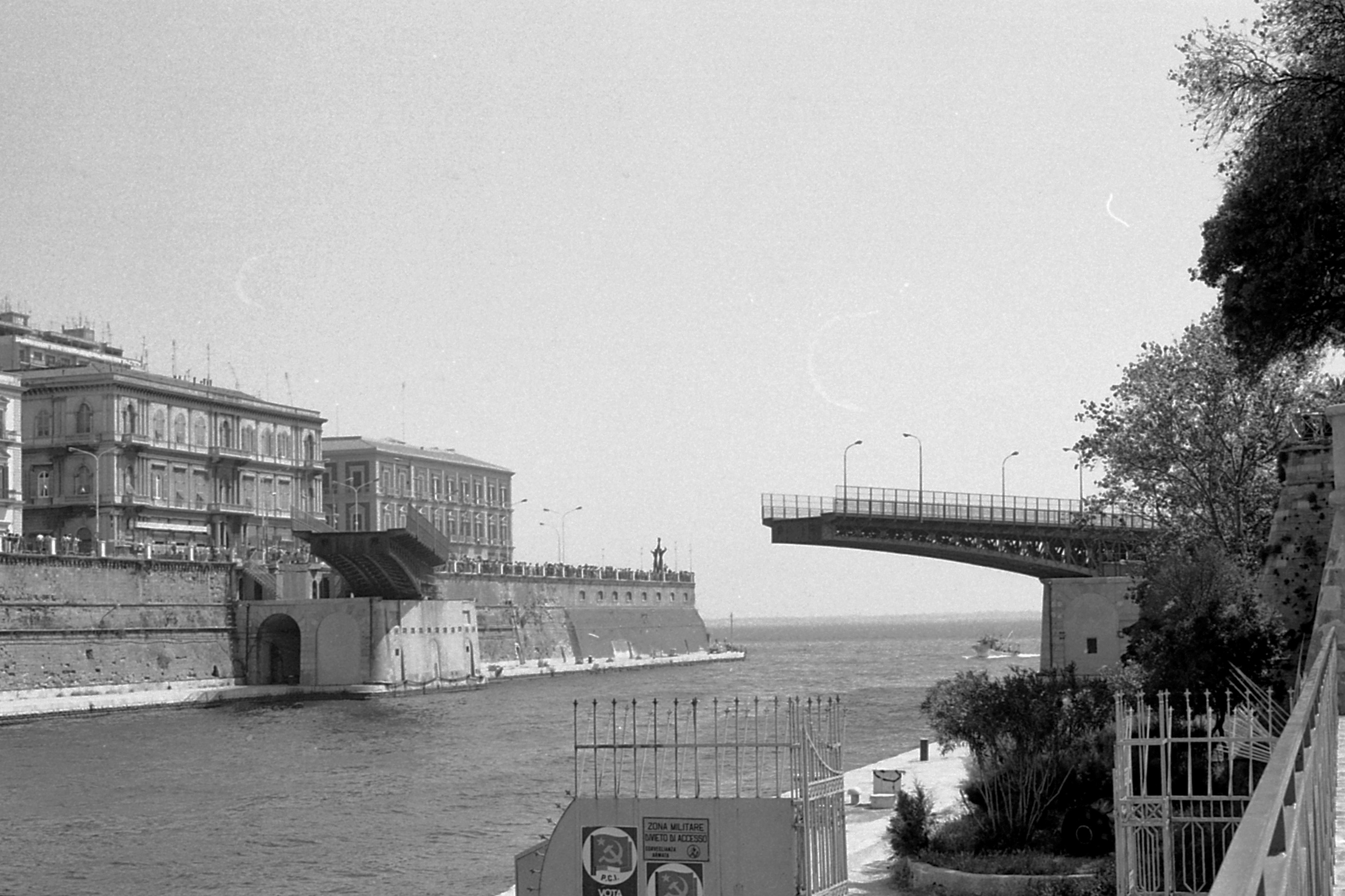
Die Brücke öffnet sich

Die Drehbrücke ist heute fast 90 Meter lang und 9 Meter breit. Sie wurde nach dem Entwurf des Ingenieurs Giuseppe Messina erbaut. Sie besteht aus einem in der Mitte geteilten Bogen, dessen zwei Hälften unabhängig voneinander zur Seite schwenken. Der Mechanismus wurde ursprünglich hydraulisch angetrieben. Das Wasser entstammte einem mit 600 Kubikmetern Wasser gefüllten Becken, das sich in der nahegelegenen aragonesischen Festung befand. Der italienische Dichter Gabriele D’Annunzio widmete dieser Brücke im Jahr 1911 ein Sonett:
„Passan così le belle navi pronte
per entrar nella darsena sicura
volta la poppa al ionico orizzonte.“
Übertragen ins Deutsche
„So fahren die schönen Schiffe
mit dem Heck dem Ionischen Horizont zugewandt
ins sichre Hafenbecken.“

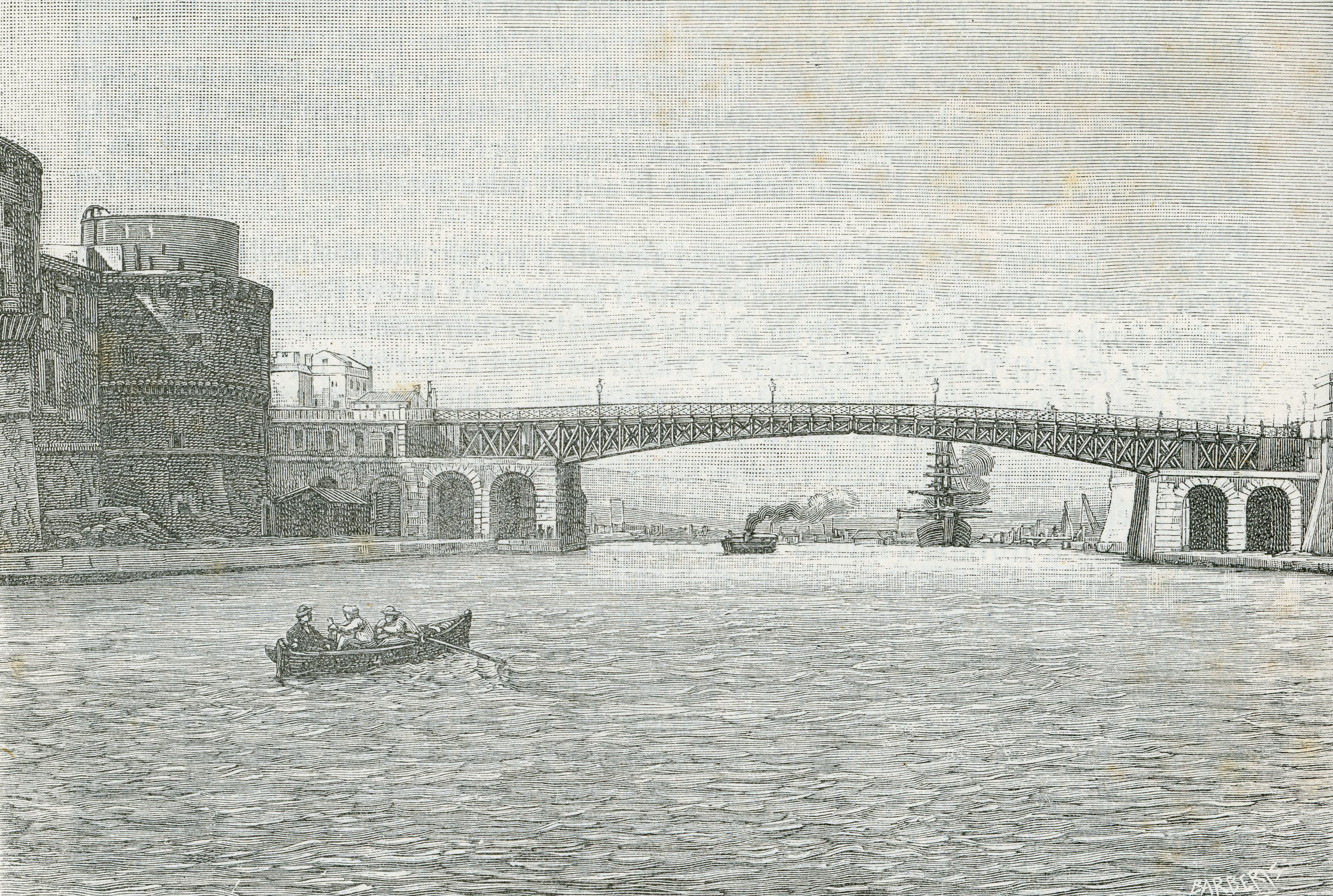
Die alte Brücke aus stählernen Fachwerkträgern

Die Technik wurde in den Jahren 1957–1958 modernisiert und wird heute elektrisch betrieben. Die neue Brücke wurde am 10. März 1958 vom damaligen Staatspräsidenten, Giovanni Gronchi, eingeweiht und ist nach dem Schutzheiligen der Seeleute, Franz von Paola, benannt worden.
Öffnung und Wartung der Brücke unterliegen der italienischen Marine. Die Durchfahrt großer militärischer Schiffe mit der Mannschaft an Deck ist eindrucksvoll. Die Öffnungsprozedur dauert etwa drei Minuten.
Die Drehbrücke ist ein Wahrzeichen der Stadt Tarent.